# Brayan Beckeles
Brayan Antonio Beckeles (* 28. listopadu 1985 La Ceiba) je honduraský fotbalový obránce a reprezentant, momentálně hraje v portugalském klubu Boavista FC.
Účastník MS 2014 v Brazílii.

## Klubová kariéra
Brayan Beckeles začal s profesionálním fotbalem v Hondurasu v roce 2006 v klubu CDS Vida, odkud v roce 2011 odešel do známějšího CD Olimpia. V Olimpii vyhrál tři ligové tituly.
V srpnu 2014 po mistrovství světa odešel do Evropy do portugalského klubu Boavista FC.

## Reprezentační kariéra
Beckeles debutoval v A-mužstvu Hondurasu 7. září 2010 v utkání proti Kanadě.
Kolumbijský trenér Hondurasu Luis Fernando Suárez ho vzal na Mistrovství světa 2014 v Brazílii, kde honduraský tým skončil bez bodu v základní skupině E.